# Christin Gmelch
Christin Gmelch, geb. Schönberg (* 1988) ist eine deutsche Politikerin (AfD). Seit 2025 ist sie Abgeordnete des Bayerischen Landtags.

## Leben
Gmelch stammt ursprünglich aus dem sächsischen Freital. Später wuchs sie in Burgheim auf. Zunächst war sie als Bäckereifachverkäuferin tätig. Gmelch bewirtschaftet gemeinsam mit ihrem Mann einen Bauernhof in Klingsmoos, Gemeinde Königsmoos. Sie hat zwei Kinder.

## Politik
Gmelch ist seit 2020 Mitglied der AfD. Bei der Landtagswahl in Bayern 2023 kandidierte sie im Stimmkreis Neuburg-Schrobenhausen. Am 4. April 2025 rückte sie für Ingo Hahn in den Bayerischen Landtag nach.